# 헨리크 토프트 한센
헨리크 토프트 한센(덴마크어: Henrik Toft Hansen, 1986년 12월 18일~)은 덴마크의 핸드볼 선수로 포지션은 피벗이다. 현재 프랑스 리그의 파리 생제르맹 소속으로 활약하고 있다. 2012년에 AG 코펜하겐 소속으로 뛰면서 덴마크 리그를 우승했으며, 2013년에는 비에링브로-실케보르 혼볼 소속으로 EHF 챔피언스리그 우승을 달성했다. 2018년 독일 분데스리가의 SG 플렌스부르크-한데비트 소속 시절에 독일 리그 우승을 차지했으며, 이후 파리 생제르맹으로 이적하여 프랑스 리그 4연패(2019~2022)를 달성했다.
국제 대회에 현인 레네와 덴마크 대표팀 소속으로 참가했으며, 2016년 하계 올림픽 금메달, 2020년 하계 올림픽 은메달, 2019년 세계 선수권 대회 우승, 2012년 유럽 선수권 대회 우승의 성과를 냈다.

## 개인사
스웨덴의 핸드볼 선수인 울리카 오그렌과 결혼했으며, 2015년에 아들 올리버가 태어났으며, 2018년에 딸인 이다가 태어났다.